# Eduardo Paolozzi

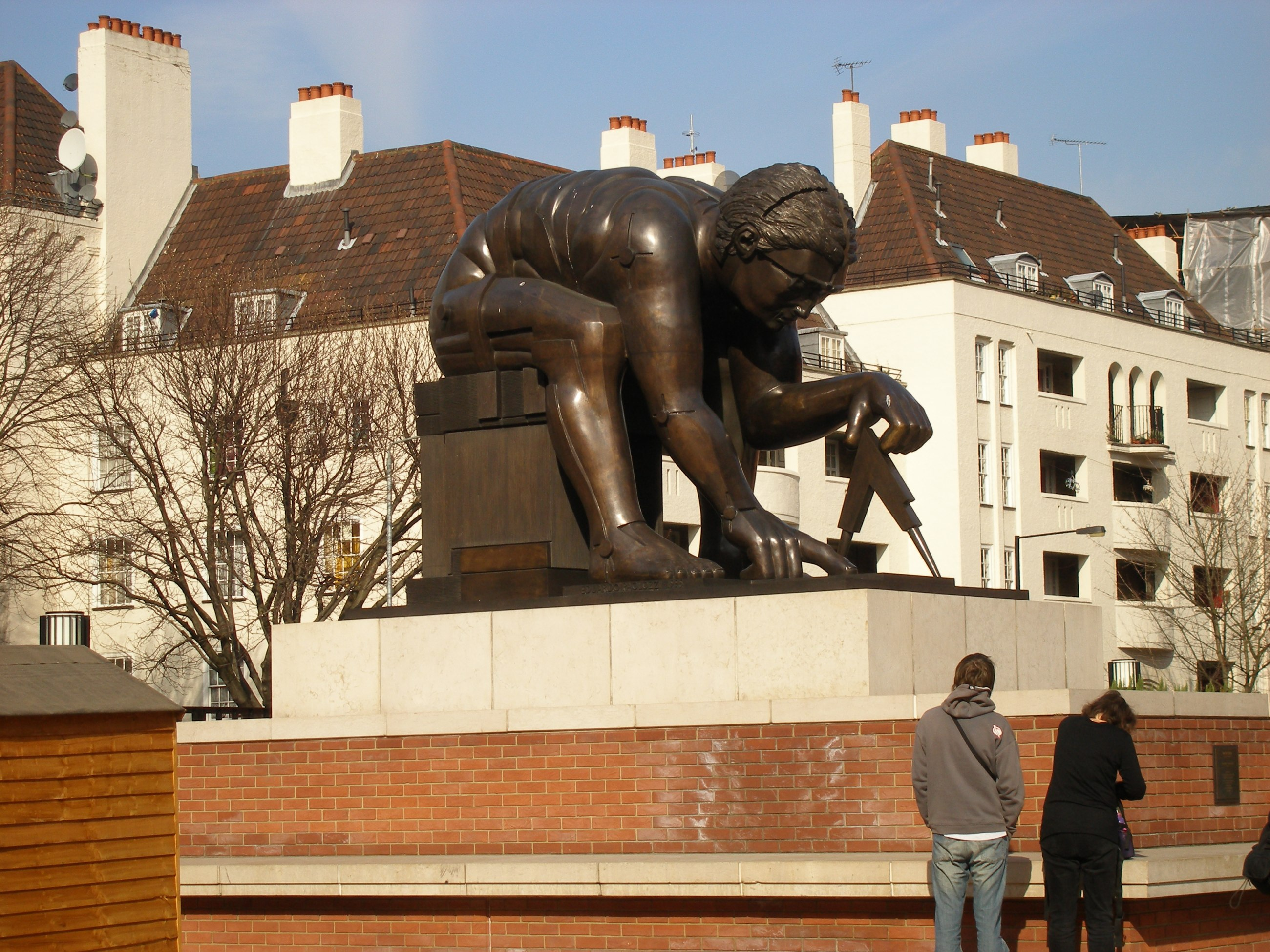
Newton, British Library (Blake - Paolozzi)

Sir Eduardo Luigi Paolozzi, CBE RA (7. března 1924, Leith – 22. dubna 2005, Londýn) byl skotský sochař, grafik a průmyslový návrhář.

## Život
Paolozzi se narodil v Leithu poblíž Edinburghu jako syn italských imigrantů, kteří zde provozovali krámek se zmrzlinou. Několikrát byl o prázdninách na táborech fašistické mládeže v Itálii. Roku 1940, kdy Itálie vyhlásila válku Británii, byl spolu s dalšími Italy na tři měsíce internován. Jeho otec, dědeček a strýc byli vypovězeni ze země a zahynuli, když loď, kterou cestovali do Kanady, potopila německá ponorka.
Paolozzi studoval od roku 1943 na Edinburgh College of Art, krátce sloužil v armádě (1943) a pobyl na Ruskin school of art v Oxfordu (1944) a pokračoval ve studiu sochařství na Slade School of Fine Art, University College London až do roku 1947. Po své první autorské výstavě v Londýně, která byla velkým úspěchem, se odstěhoval do Paříže. Během pařížského pobytu v letech 1947 – 1949, který ovlivnil jeho další práci, se Paolozzi seznámil s Alberto Giacomettim, Jean Arpem, Constantinem Brâncușim, Georges Braquem a Fernandem Légerem.
V roce 1952 patřil k zakladatelům The Independent Group na Institute of Contemporary Arts v Londýně, která se stala předchůdcem hnutí Pop art v Británii a později v USA.
V 60. letech vyučoval sochařství a keramiku na Hochschule für Bilddende Künste v Hamburku (1960–62), na University of California, Berkeley (1968) a Royal College of Art v Londýně. Vystavoval na Bienále v Benátkách (Sv. Šebestián, 1960) a na výstavách Documenta v Kasselu v letech 1959, 1964, 1968 a 1977.
Od roku 1974 pracoval v rámci akademického výměnného programu v Berlíně, v letech 1977-1981 na Univerzitě aplikovaných věd (Fachhochschule) v Kolíně nad Rýnem a později vyučoval na Akademie der Bildenden Künste v Mnichově.
V roce 1994 věnoval velkou část svého díla do sbírek Scottish National Gallery of Modern Art v Edinburghu. To je vystaveno od roku 1999 v nově založené Dean Gallery (součást National Galleries of Scotland) spolu s rekonstruovanými ateliéry Paolozziho z Londýna a Mnichova.
Roku 2001 utrpěl Paolozzi těžký záchvat mozkové mrtvice, po kterém zůstal upoután na invalidní vozík. Zemřel roku 2005 ve věku 81 let.

### Ocenění
- 1968 Řád britského impéria
- 1979 zvolen členem Royal Academy of Arts
- 1986 Sculptor in Ordinary for Scotland
- 1989 povýšen královnou Alžbětou II. do šlechtického stavu (Knight Bachelor)

## Dílo

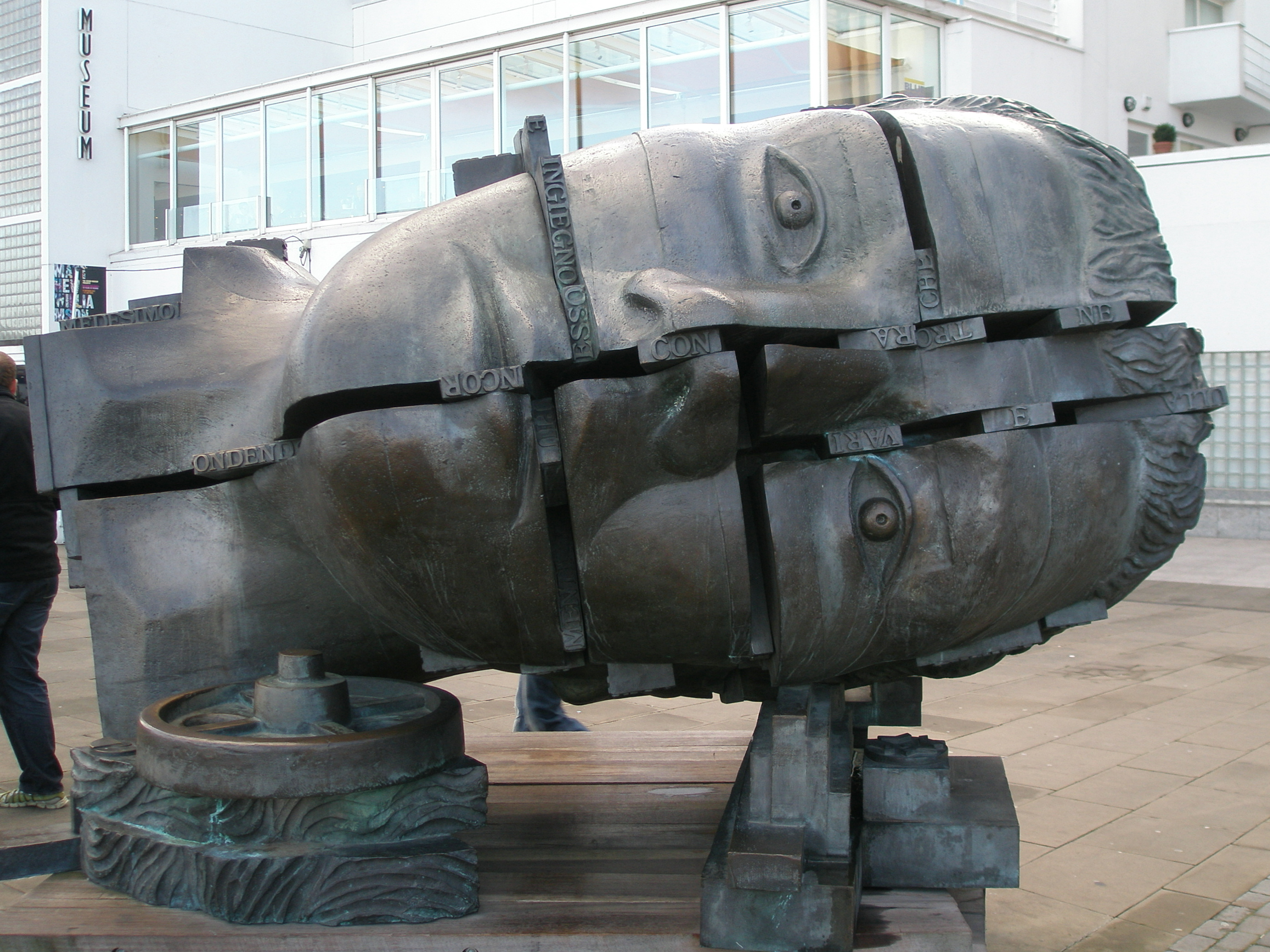
Head of Invention, Londýn 2007

Ve 40. letech Paolozzi vytvořil řadu soch inspirovaných surrealismem (Horse's Head, 1946) a sérii koláží v nichž spojoval svou zálibu v moderních strojích se surrealistickými náměty. Jeho koláž I was a Rich Man's Plaything z roku 1947 je považována za první dílo Pop artu. Pro sochy sbíral a sestavoval části železného odpadu ze skládek. Během pobytu v Paříži tvořil sádrové reliéfy.

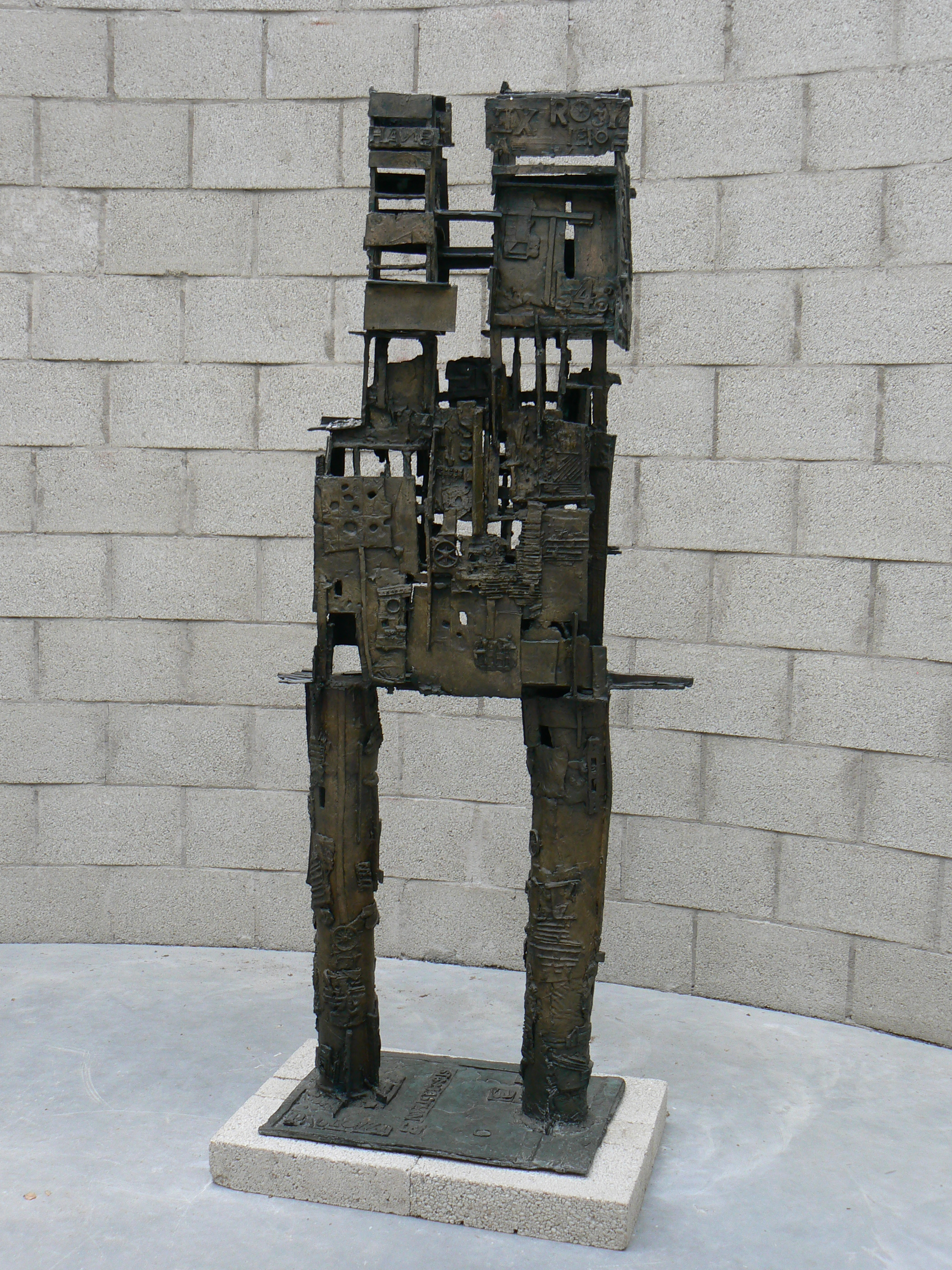
St.Sebastian III, 1958

V 50. letech se zabýval modelováním lidských figur, do jejichž povrchu otiskoval různé kovové součástky a poté sochy odléval do bronzu (St Sebastian I, 1957). V 60. letech začala jeho spolupráce s průmyslovými firmami, s jejichž pomocí konstruoval sochy z aluminia nebo chromované oceli (Kimo, 1967). Jeho grafické práce z tohoto období byly velmi progresivní, zejména pokud šlo o užití serigrafie. Odkazoval v nich k popové kultuře a užíval metaforické zobrazení technologie. V roce 1962 spolupracoval s Ronald Brooks Kitajem, který o rok později vystavil koláže inspirované teoretickými pracemi německého historika umění Aby Warburga v Marlborough New London Gallery v Londýně.

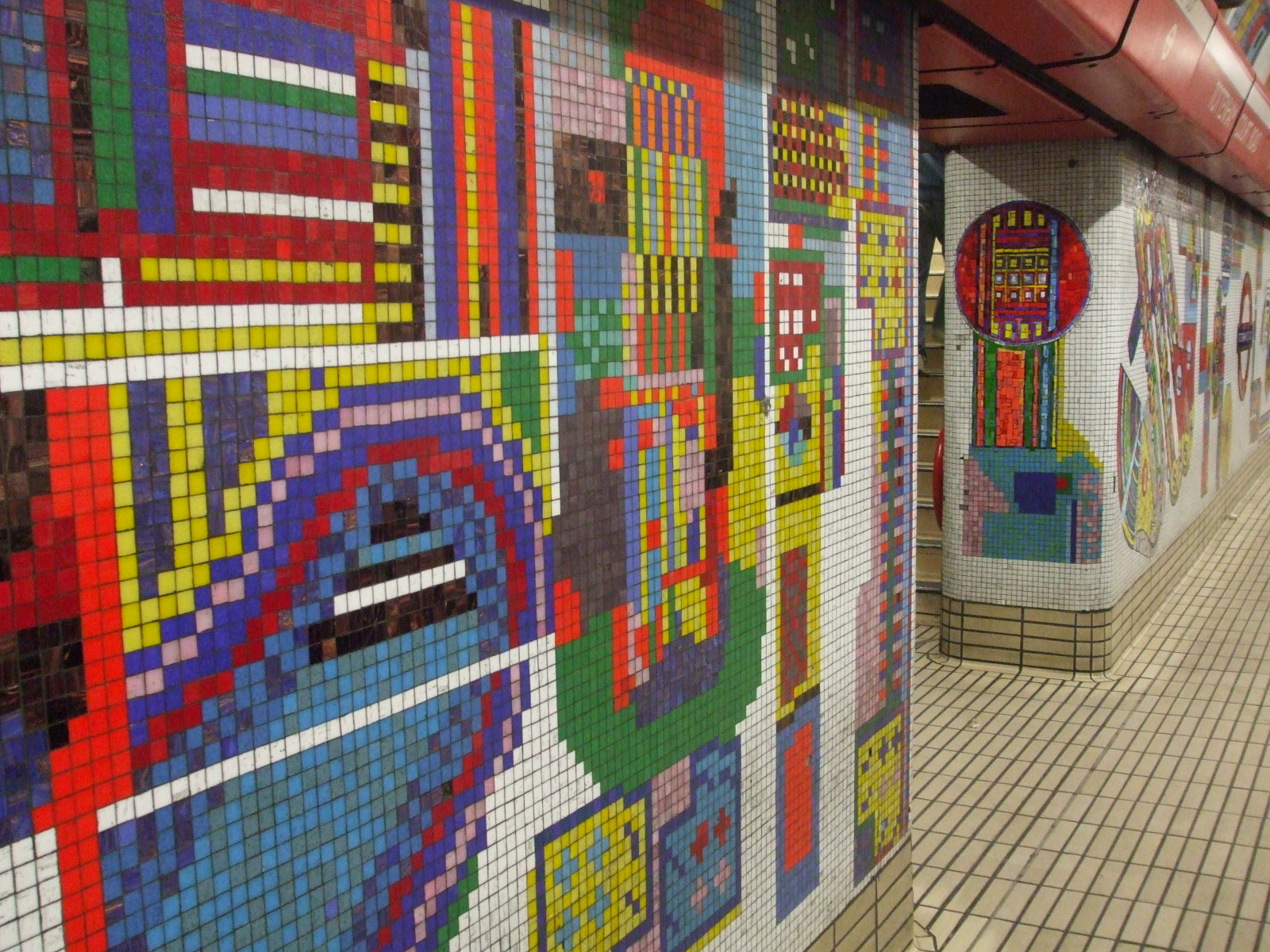
Mozaika, Tottenham Court Road station, Londýn

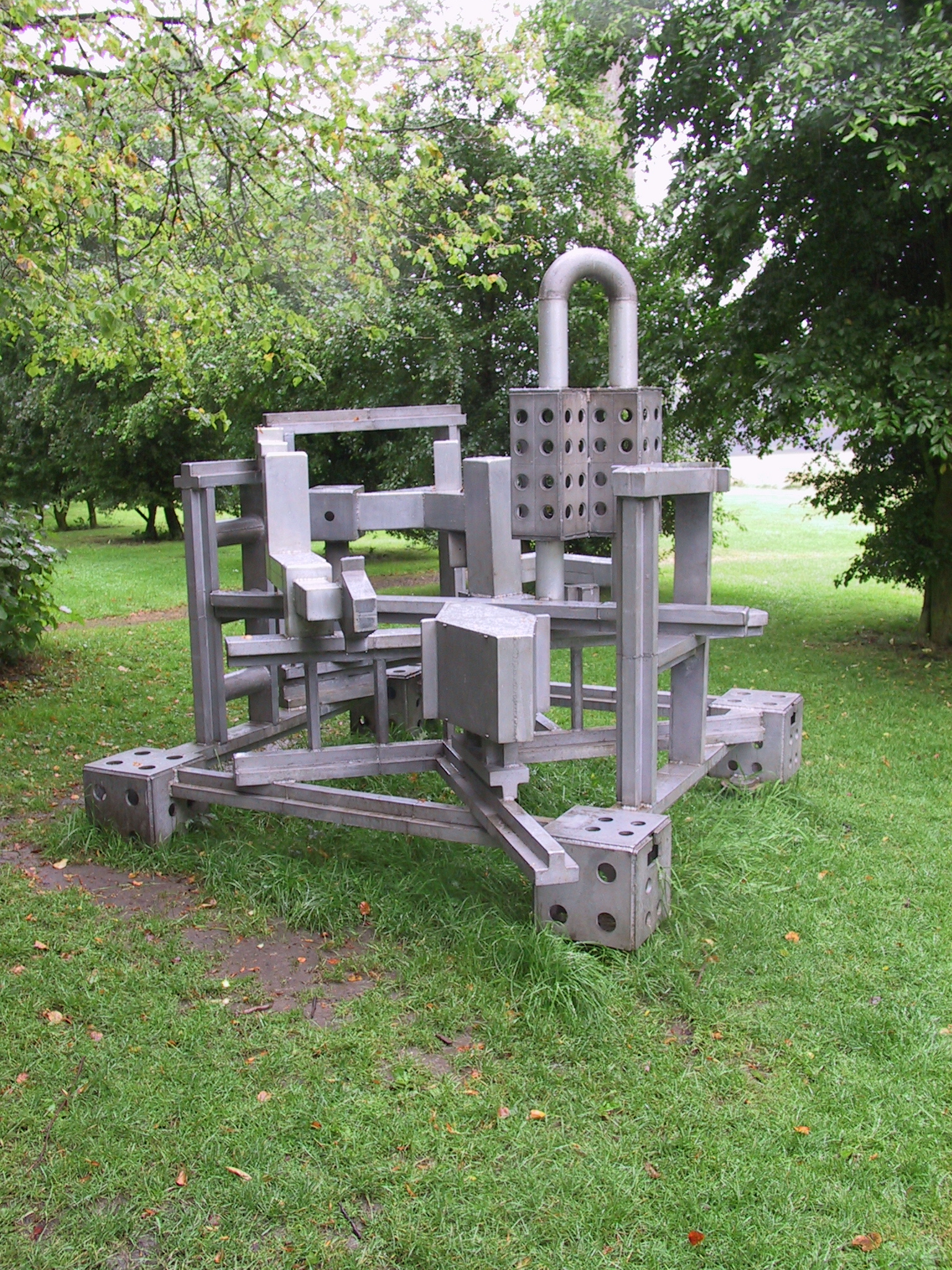
Yorkshire Sculpture Park

V 70. letech Paolozzi experimentoval se dřevem a tvořil abstraktní reliéfy skládané z geometrických i biomorfních prvků. V 80. letech vznikaly jeho velké plastiky hlav rozdělených na sekce a znovu volně spojených. Hlavy byly i tématem jeho koláží a jiných sochařských děl (Portrét Richarda Rogerse, 1988).
Realizace určené do veřejného prostoru jsou konstruované jako hold renesančním myslitelům (For Leonardo, 1989), vědě a moderní technice nebo jako inspirace pro dětskou fantazii (Yorkshire Sculpture Park, Rheingartenbrunnen v Kolíně nad Rýnem, 19894-86) ). Jako symbol moderního věku vystavuje Skotská národní galerie Paolozziho obří sochu římského boha ohně a kovářství, napůl lidskou figuru, napůl stroj (Vulcan, 1998-1999).

### Cykly serigrafií
- 1965 As Is When (odkaz na filosofii Ludwiga Wittgensteina)
- 1967 Moonstrips Empire News
- 1967 Universal Electronic Vacuum
- 1970 General Dynamic Fun
- 1970 Secrets of Life – The Human Machine and How it Works (z vědeckých ilustrací knih Fritze Kahna)

### Realizace a sochy ve sbírkách (výběr)

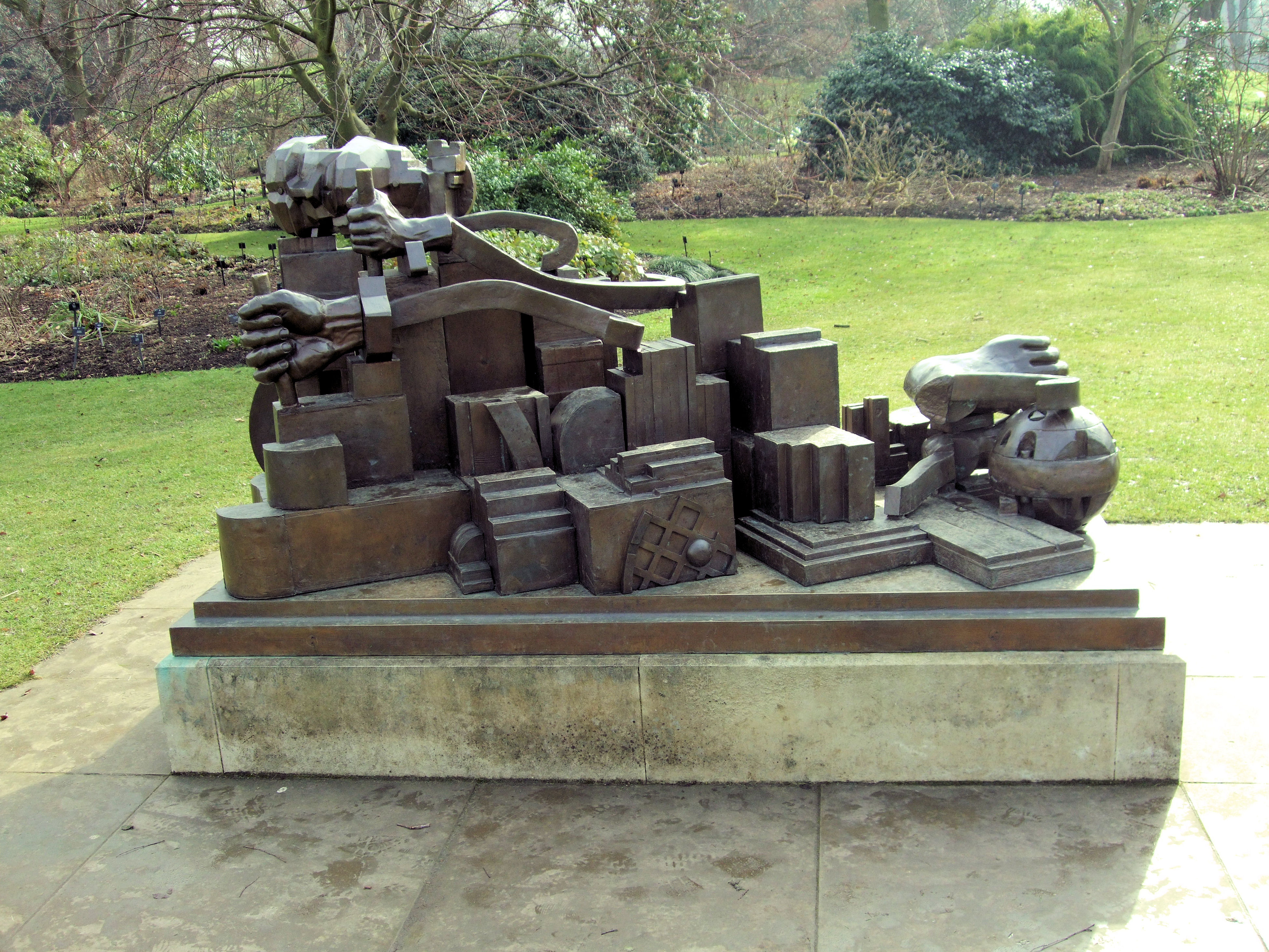
A Maximis Ad Minima, Kew Gardens London

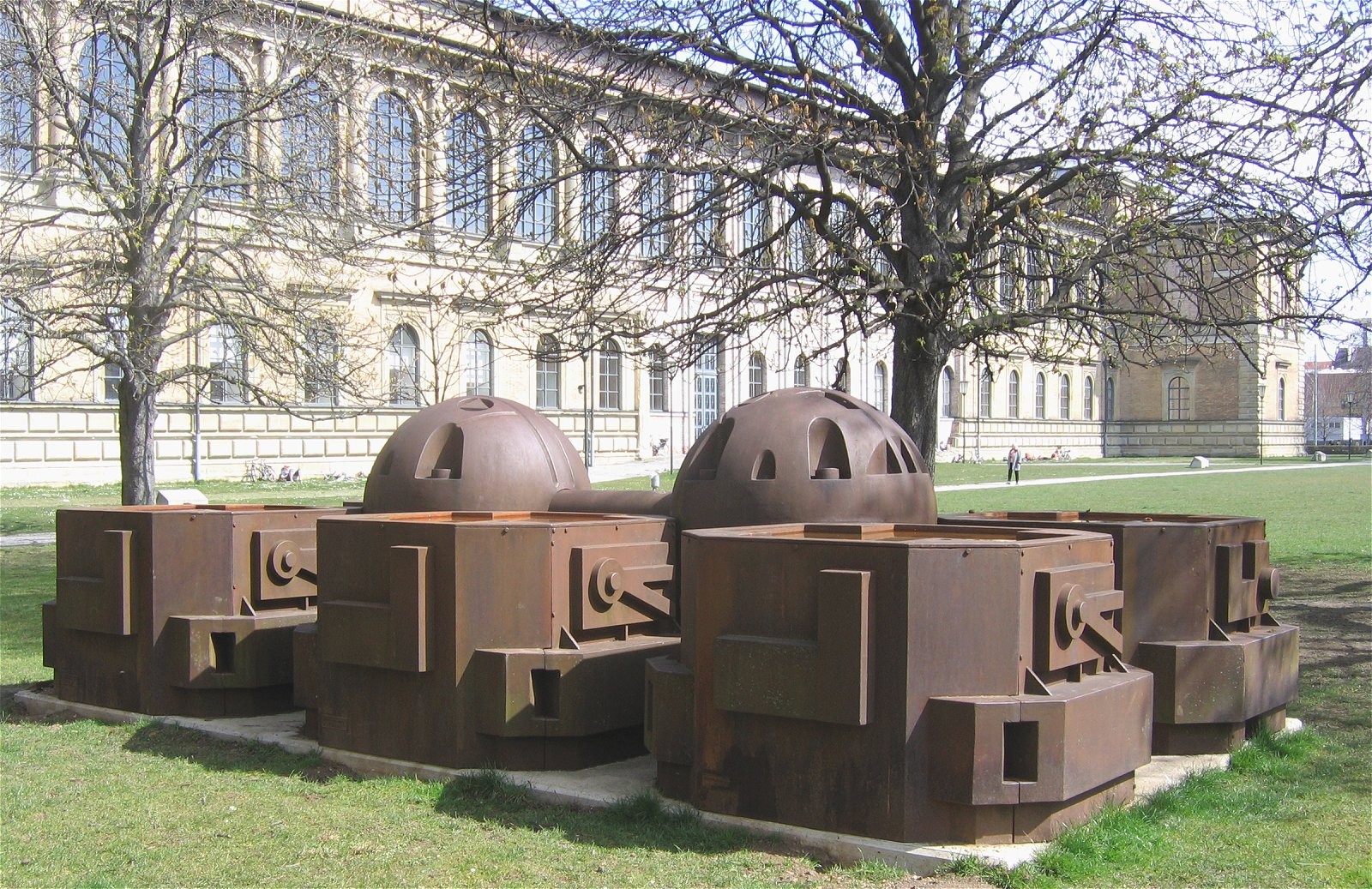
For Leonardo, Mnichov

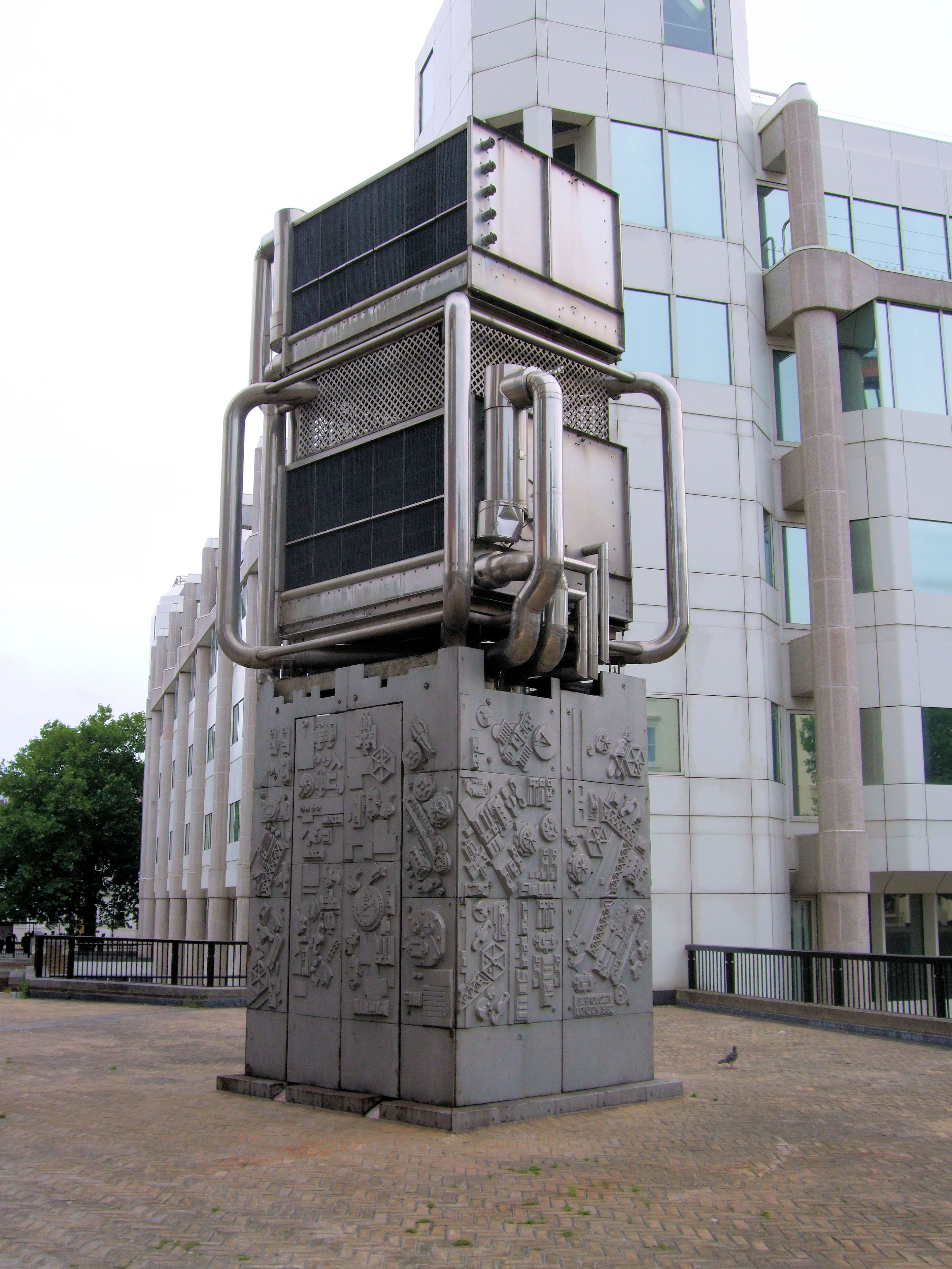
Ventilační věž, Pimlico Tube Station, Londýn

- 1956 Krokodeel, Lehmbruck-Museum, Duisburg
- 1967/68 Domino, Scottish National Gallery in Edinburgh
- 1973/74 Homenaje a Gaudí, Parque Municipal García Sanabria, Santa Cruz de Tenerife
- 80. léta, mozaiky, celkem 1000 m2, Tottenham Court Road underground station, Londýn
- 1980 Camera, Evropský patentový úřad, Mnichov
- 1981 dveře s hliníkovým reliéfem, Hunterian Art Gallery, University of Glasgow
- 1985 Katastrophenbrunnen, Britzer Garten v Berlíně
- 1986 Pro Leonardo, Pinakotéka v Mnichově
- 1989 Head of Invention, Design Museum, Londýn
- 1994 Daedalus on Wheels, Jesus College Universiteit van Cambridge
- 1995 Newton (podle Blakea), piazza British Library
- Faraday , University of Birmingham, Birmingham
- The Manuscript of Monte Casino (palm, limb, foot, třídílná socha), Leith Walk, Edinburgh
- A Maximis Ad Minima, Kew Gardens, Londýn
- Acropolis, Dillingen